# Sophie d'Arbouville
Sophie de Bezancourt Loyré, comtessa d'Arbouville (París, 22 d'octubre de 1810 - ib., 22 de març de 1850), fou una novel·lista i poetessa francesa.

## Obra
- Poésies et nouvelles (1855)
- Marie Madeleine, Le médecin de village, Résignation (1876)
- Une vie heureuse. Une famille hollandaise (1876)